# Język paulohi
Język paulohi, także solehua – język austronezyjski z wyspy Seram w prowincji Moluki w Indonezji.
Wieś Paulohi została zniszczona w wyniku trzęsienia ziemi, a następnie tsunami (30 września 1899). W latach 70. XX wieku posługiwało się nim kilka osób w podeszłym wieku. Prawdopodobnie jest już wymarły.
Badaniem tego języka zajmował się ornitolog Erwin Stresemann. Został opisany w postaci opracowania gramatycznego: Die Paulohisprache (1918). Za sprawą tej publikacji stał się jednym z lepiej poznanych języków centralnej części archipelagu.